# Dengler: Die letzte Flucht
Die letzte Flucht ist ein deutscher Fernsehfilm von Lars Kraume aus dem Jahr 2015. Es handelt sich um den Pilotfilm der Krimireihe Dengler, die montags als „Fernsehfilm der Woche“ ausgestrahlt wird. In den Hauptrollen der Ermittler agieren Ronald Zehrfeld und Birgit Minichmayr. Die Erstausstrahlung der Episode erfolgte am 20. April 2015 im ZDF.

## Handlung
BKA-Zielfahnder Georg Dengler quittiert aufgrund von Unstimmigkeiten mit seinem Vorgesetzten den Dienst und arbeitet fortan als Privatermittler in Stuttgart. Er möchte näher bei seinem Sohn Jakob leben und mit ihm mehr unternehmen, was aber gleich aufgrund seines ersten Auftrags boykottiert wird. Dieser führt ihn in die Landeshauptstadt Berlin. Professor Dr. Bernhard Voss, der sich an der Berliner Universitätsklinik einen Namen für seine Forschungen auf dem Gebiet der seltenen Autoimmunkrankheiten  gemacht hat, wird vorgeworfen, während der Arbeit eine Krankenschwester vergewaltigt zu haben. Dengler soll Voss’ Unschuld zu beweisen, allerdings kann er sich aufgrund der Beweislage nicht vorstellen, dass sein Klient wirklich unschuldig ist. Zudem ist er skeptisch, weil ausgerechnet sein Exchef vom BKA ihn für diesen Fall empfohlen hat. Aufgrund der Fürsprache von Voss’ Rechtsanwalt Lehmann, zögert Dengler und begleitet den Mann unter Polizeibewachung zu einem angeblich notwendigen Arzttermin. Wie befürchtet, nutzt Voss den Untersuchungstermin zur Flucht und da dieser sich in der Klinik bestens auskennt, gelingt es ihm die Polizisten abzuschütteln. Dengler lässt sich allerdings nicht täuschen. Als er Voss stellt, fordert er Rechenschaft und erfährt von ihm, dass gegen ihn ein Komplott geschmiedet worden wäre. Man würde ihn so zum Schweigen bringen wollen, weil er in einer aktuellen Studie die Wirksamkeit eines Krebspräparates in Frage gestellt hätte, was dem erzeugenden Pharmakonzern eine Milliardengeschäft verderben würde. Inzwischen sei der offizielle Abschlussbericht verschwunden, allerdings existiere eine Kopie auf seinem privaten Laptop, den er hier im Krankenhaus versteckt hätte. Voss bittet Dengler den Laptop zu sichern. Zunächst fliehen beide aber erst einmal aus der Klinik, werden jedoch von der Polizei verfolgt, die umgehend eine Großfahndung einleitet und den Flüchtenden dicht auf den Fersen ist. Als Voss den Fehler macht seine Familie anzurufen, können beide geortet und festgenommen werden. Die leitende Ermittlerin Finn Kommareck genießt den Erfolg, schließlich meint sie Nutznießerin der Pharmafirma zu sein und erhofft sich als Gegenleistung eine besondere Behandlung ihres schwer krebskranken Ehemannes. Sie verkündet Dengler, dass Voss bei einer Notoperation verstorben sei und der Fall für sie damit abgeschlossen wäre.
Dengler gibt sich damit nicht zufrieden. Da der Laptop nicht mehr in dem Versteck ist, nimmt Dengler Kontakt zu der ehemaligen Terroristin Olga Illiescu auf, die er aus seiner aktiven Polizeilaufbahn kennt, und bittet sie um Hilfe. Als IT-Spezialistin könnte es ihr gelingen, weitere Beweise gegen die Pharmalobby und mögliche korrupte Ärzte zu finden. Bei dieser Aktion findet Illiescu Hinweise auf die Krebskrankheit von Daniel Kommareck und dessen Teilnahme an der Studie zu einem der umstrittenen Präparate. Dengler und Illiescu entführen daraufhin einen zwielichtigen Pharmavertreter und zwingen ihn, die Machenschaften seiner Arbeitgeber darzulegen. Damit konfrontiert Dengler die leitende Ermittlerin, was ihr endlich die Augen öffnet. Sie bringt das angebliche Vergewaltigungsopfer dazu, seine Aussage zu widerrufen, sodass letztendlich die Pharmafirma belastet und daraufhin gegen sie ermittelt wird.

## Hintergrund
Die Dreharbeiten für Die letzte Flucht erstreckten sich vom 17. Juni 2014 bis zum 19. Juli 2014 und fanden in Berlin sowie näherer Umgebung statt.

## Rezeption

### Einschaltquote
Bei der Erstausstrahlung von Die letzte Flucht am 20. April 2015 erreichte der Film 5,84 Millionen Zuschauer, was einen Marktanteil von 18,5 Prozent für das ZDF ergibt.

### Kritiken
Rainer Tittelbach von Tittelbach.tv urteilte: „Politthriller im Fernsehen sind selten. Klug gemachte, in denen gesellschaftliche Relevanz weder bloßer Vorwand ist, noch aufgesetzt und beliebig wirkt, sind geradezu eine Rarität. ‚Dengler – Die letzte Flucht‘ gelingt das Kunststück, das Spannungsräderwerk eines Genrefilms mit einem (zeitversetzten) Pharma-kritischen Kammerspiel-Diskurs aufzuladen. Man spürt die Stärke von Schorlaus Vorlage, aus der Grimme-Preisträger Lars Kraume einen Hochspannungsfernsehfilm kreiert hat. Ronald Zehrfeld macht da weiter, wo er in Grafs Das unsichtbare Mädchen aufgehört hat. Und auch Minichmayr ist immer ein Erlebnis!“
Bei der Medienkorrespondenz schrieb Katharina Zeckau: „Es ist ein spannender, politisch brisanter Stoff, den Wolfgang Schorlau und Lars Kraume in ihrer ersten Zusammenarbeit umgesetzt haben (Produktion: Bavaria und Cuckoo Clock Entertainment). Es geht um die sogenannte Drittmittelfinanzierung, wozu im Film einmal jemand sagt: ‚Wissenschaftliche Forschung wäre in Deutschland ohne Hilfe der Wirtschaft gar nicht mehr möglich.‘ Dies kann zu einer Abhängigkeit mit fatalen Folgen für die Patienten führen und davon erzählt ‚Die letzte Flucht‘. Dass Schorlaus politische Romane, die neben allem Thrill stets auch aufklären wollen, auf realen Verhältnissen und fundierter Recherche beruhen, merkt man auch diesem Film an. Dem Zuschauer wird etwas abverlangt, ohne dass der Unterhaltungsfaktor zu kurz käme.“
Bei der Kino.de war man der Meinung: „Ein vertrackter, hoch spannender Kriminalthriller, […] es geht um Medikamentenbetrug, Bestechung und Korruption - verzwickt und vielschichtig. Ein ehemaliger Pharmamanager wird entführt und in einem fensterlosen Raum von einem maskierten Duo verhört: ‚Die Firma kauft jeden zweiten Arzt…‘ Derweilen gelingt dem inhaftierten Voss die Flucht, mit Handschellen an Dengler gekettet beginnt eine wilde Jagd durch den Asphaltdschungel der Metropole - ein furioser Parcourslauf wie man ihn im Fernsehen so noch nicht gesehen hat.“